# Begovo Selo
Begovo Selo är en ort i Bosnien och Hercegovina.   Den ligger i entiteten Federationen Bosnien och Hercegovina, i den centrala delen av landet, 90 kilometer väster om huvudstaden Sarajevo. Begovo Selo ligger 1 198 meter över havet och antalet invånare är 221.
Terrängen runt Begovo Selo är kuperad åt nordost, men åt sydväst är den platt.Närmaste större samhälle är Bugojno, 14,8 kilometer nordost om Begovo Selo. 
Omgivningarna runt Begovo Selo är en mosaik av jordbruksmark och naturlig växtlighet. Runt Begovo Selo är det ganska tätbefolkat, med 93 invånare per kvadratkilometer.